# 札那嘎尔迪
札那嘎尔迪（？—1901年），蒙古族，伊克昭盟鄂尔多斯左翼前旗人，鄂尔多斯左翼前旗札萨克多罗贝勒，後任伊克昭盟盟長兼鄂爾多斯濟農。

## 生平
1852年，札那嘎尔迪袭任鄂尔多斯左翼前旗札萨克固山贝子。1854年，札那嘎尔迪晋封多罗贝勒。1884年，出任伊克昭盟盟长兼鄂尔多斯济农，并将八白室（宫）《金册》重新印订出版。1894年，受赏三眼花翎。1901年，札那嘎尔迪逝世。